# Елшоволистен дъб
Елшоволистният дъб (Quercus alnifolia) е вечнозелен широколистен дървесен вид от рода Дъб (Quercus), който е местен за средиземноморския остров Кипър. Видът принадлежи към ендемичната флора на острова и се среща изключително върху магмени скални основи на планината Троодос. През февруари 2006 елшоволистният дъб беше обявен с решение на правителството на република Кипър за национално дърво на Кипър .

## Таксономия
Quercus alnifolia принадлежи към секцията  Цероидни дъбове  така както повечето средиземноморски вечнозелени видове дъб. Кръстосването с пърнара (Quercus coccifera ssp. calliprinos) се среща понякога в природата .

## Описание
Елшоволистният дъб е силно разклонен храст или малко дърво, което на височина може да достигне 10 м. Неговите прости, яйцевидни до кръгли листа са 1,5 см до 6 см, max. 10 см дълги и 1 см до 5 см, max. 8 см широки. Листата са кожести, отгоре лъскави, тъмнозелени, а отдолу с гъсто златисто- до кафяво овласяване, с назъбена периферия и с изпъкнали жилки. Дръжките са дълги 6-10 мм и дебели и са овласени.
Цветовете са еднополови. Мъжките реси са жълто-зелени на цвят и са събрани в групи или висят от върховете на клоните. Женски цветове са разположени поединично или на групи от 2 до 3. Жълъдите често са по-широки на върха. Те са около 2 до 2,5 см дълги и 0,8 до 1,2 см широки с вдървенял перикарп. Купулата е плътно покрита с обърнати назад израстъци .

## Разпространение и месторастение
Quercus alnifolia расте изключително върху офиолитната геоложка формация на планината Тродос във вертикалния пояс от 400 до 1800 м . Заема или сухи месторастения заедно с Pinus brutia, или образува гъсти Maquis- формации върху средно влажни месторастения с дълбоки почви .

## Екологично значение и защитни мероприятия
Елшоволистният дъб заема каменливи и скалисти планински склонове, където той възпрепятства ерозията. В своя ареал на разпространение Quercus alnifolia е най-важният лесообразувателен широколистен дървесен вид. Най-голямата част от кипърските гори се състои от иглолистни дървесни видове като Pinus brutia. В гъсти Maquis от Quercus alnifolia, балансът на влажността става значително по-благоприятен и възникват дълбоки почви с хумус тип ''Mull'', където сенкоиздръжливи билки могат да растат. Видът е защитен от Закона за горите на Кипър. Хабитатът „Храстова- и ниска горска растителност с Quercus alnifolia (9310)“ важи като хабитат с предимство в Европа (Директива 92/43/EWG). Обширни горски площи са предложени за включването им в европейската екологична мрежа Натура 2000 на Европейския съюз.

## Галерия
- Елшоволистен дъб на връх Киониа, планина Тродос
- Листа и жълъди от елшоволистен дъб
- Листа от елшоволистен дъб
- Листа от елшоволистен дъб
- Долна повърхност на лист от елшоволистен дъб
- Насаждения от елшоволистен дъб на каменлив склон на връх Мадари, планина Тродос
- Елшоволистен дъб в границите на борово насаждение в Карвунас, планина Тродос